# بهرز، عراق
بهرز (با فتحه بر حرف «ب»، سکون حرف «ه» و کسره بر حرف «ر») شهری در عراق است که از نظر اداری تابع استان دیاله در شرق عراق و در شرق شهرستان بعقوبه قرار دارد. بهرز  ۳۵,۴۰۰ نفر جمعیت دارد.

این شهر در اواخر سال ۲۰۰۷ و نیز در سال ۲۰۰۸ میلادی شاهد نبردهای شدیدی بود. دلیل این درگیری‌ها حضور القاعده و همچنین شبه‌نظامیان بعثی کتائب ثورة العشرین در منطقه بود. درگیری‌ها در ابتدا میان برخی از اهالی شهر بهرز جریان داشت، تا آنکه نیروهای امنیتی عراق با پشتیبانی نظامی ایالات متحده وارد عمل شده و این گروه‌های مخالف دولت نوین عراق پس از سال ۲۰۰۳ را سرکوب کردند.
شهر بهرز را دنباله‌ای از تمدن اشنونا می‌دانند که در گذشته در این سرزمین سکونت داشتند. رود خریسان (یا خریسانی) این شهر را به دو بخش شرقی و غربی تقسیم می‌کند. از برجسته‌ترین مسجدهای این شهر می‌توان به مسجد ابی‌الغیث اشاره کرد که آرامگاه دانیال پیامبر در آن قرار دارد، همچنین مسجد بزرگ بهرز که در دوران حکومت عثمانیان ساخته شد. مسجدهای نوساز شهر نیز شامل مسجد القدوس، مسجد ام‌المؤمنین (عایشه)، مسجد النور و مسجد التوبة هستند.
از محله‌های بهرز می‌توان به «خیابان ۷ نیسان» در مرکز شهر، محله پلیس، محله سلام (که پیش‌تر محله صدام نام داشت)، محله تأخی (نام پیشین: محله القادسیه)، محله فارس العربی، محله عصری و محله زهور (نام پیشین: محله دواسر) اشاره کرد. افزون بر این، روستاهای بسیاری نیز تابع این ناحیه هستند.
بهرز از مناطق کشاورزی استان دیاله به‌شمار می‌رود و کاشت نخل و مرکبات مانند پرتقال، یوسفی، نارنج، لیمو ترش و دیگر میوه‌ها در آن رواج دارد.
این شهر حدود ۳۵٬۴۰۰ نفر جمعیت دارد و در ۲۵ مایلی (۴۰ کیلومتری) شمال بغداد و ۶ مایلی (۹٫۵ کیلومتری) جنوب شهر بزرگ بعقوبه واقع شده‌است.